# Programul Națiunilor Unite pentru Dezvoltare
Programul Națiunilor Unite pentru Dezvoltare (PNUD) este o rețea globală de organizații creată de ONU în 1965.